# جنی شیرکور
جنی شیرکور (انگلیسی: Jenny Shircore زاده هند) چهره‌پرداز فرانسوی-ارمنی‌تبار اهل بریتانیا است. وی در سن ۱۰ سالگی به بریتانیا نقل مکان نمود.

## گزیده فیلمشناسی
- ویکتوریای جوان
- الیزابت
- هفته‌ای که با مریلین گذراندم
- ماری ملکه اسکاتلند

## جوایز
وی همچنین برندهٔ جوایزی همچون جایزه اسکار بهترین چهره‌پردازی و آرایش مو شده‌است.